# 杜罗河畔巴尔武埃纳
杜罗河畔巴尔武埃纳（西班牙語：Valbuena de Duero）是西班牙卡斯蒂利亚-莱昂巴利亚多利德省的一个市镇。总面积47平方公里，总人口504人（2001年），人口密度11人/平方公里。